# 合浦专区
合浦专区，中华人民共和国广东省已撤消的行政区，在今广西壮族自治区南部。
1955年，广西省所属北海市及钦州专区划归广东省，钦州专区改称合浦专区，专员公署驻合浦县。辖合浦、钦县、灵山、防城、浦北5县。
1957年，由防城县析置十万山僮族瑶族自治县；由钦县北部析置钦北僮族自治县。
1958年，北海市降格划入；十万山僮族瑶族自治县改名为东兴各族自治县；撤销钦北僮族自治县，并入钦县。
1959年，撤销合浦专区，所辖市县划归湛江专区。